# گمینا دووخوبچوو
گمینا دووخوبچوو (به لهستانی:  Gmina Dołhobyczów) یک گمینا در لهستان است که در شهرستان خروبیشوف واقع شده‌است. گمینا دووخوبچوو ۲۱۴٫۱۹ کیلومتر مربع مساحت و ۵٬۸۴۸ نفر جمعیت دارد.